# Котлярская, Агнешка
Агне́шка Котля́рская (пол. Agnieszka Kotlarska; 15 августа 1972, Вроцлав, Польша — 27 августа 1996, там же) — польская фотомодель, победительница конкурса Мисс Интернешнл 1991.

## Биография
Агнешка Котлярская родилась 15 августа 1972 года в Польше.
Она стала первой полькой, победившей на конкурсе «Мисс Интернешнл». Случилось это в 1991 году. После победы на конкурсе она продолжила карьеру модели в Нью-Йорке, а позже вновь вернулась в Польшу, где поселилась в городе Вроцлав.

## Гибель
Агнешка едва избежала смерти, когда в последнюю минуту она отказалась от полета на рейсе 800 TWA, который разбился у Лонг-Айленда, штат Нью-Йорк, 17 июля 1996 года. Погибли все пассажиры и члены экипажа, в том числе модный фотограф Рико Пульманн, который был главным фотографом Котлярской.
Котлярская была убита (зарезана) полоумным фанатом 27 августа 1996 года вскоре после своего 24-летия. Во время нападения на модель, её супруг, Ярослав Свентек, был ранен. У Котлярской осталась 2-летняя дочь.